# Baruch Levine
Pour les articles homonymes, voir Baruch et Levine.
Baruch Levine, né le 28 décembre 1977 à Toronto, Canada, est un compositeur et chanteur juif orthodoxe américain, dont les chansons sont devenues populaires et classiques à travers le monde juif orthodoxe,,. Une de ses compositions connaissant le plus de succès est Vezakeini tirée de la prière ancestrale sur l'allumage des bougies du chabbat.

## Éléments biographiques
Baruch Levine est né en 1977, à Toronto, au Canada. Il a produit plusieurs albums et donne de nombreux concerts. Ses chansons sont reprises par d'autres interprètes, dont Yaakov Shwekey. Il vit actuellement avec sa famille à Waterbury, dans le Connecticut.

## Discographie

### Albums
- 2006 : Vezakeini

- 2008 : Chatan Tora

- 2009 : Touched by a Niggun

- 2011 : Hashkifah

- 2013 : Modim Anachnu Lach
- 2015 : Project Relax
- 2015 : Bonim Atem
- 2017 : Project Relax Again
- 2018 : Peduscha
- 2020 : Off the Record
- 2021 : Off the Record Two
- 2023 : Lev Chodosh
- 2024 : Kumzitz Alive
- 2024 : Kumzitz Alive - Elul
- 2024 : Off the Record 3